# Agrostophyllum latilobum
Agrostophyllum latilobum är en orkidéart som beskrevs av Johannes Jacobus Smith. Agrostophyllum latilobum ingår i släktet Agrostophyllum och familjen orkidéer. Inga underarter finns listade i Catalogue of Life.